# Byttneria vargasii
Byttneria vargasii är en malvaväxtart som beskrevs av C.L. Cristobal. Byttneria vargasii ingår i släktet Byttneria och familjen malvaväxter. Inga underarter finns listade i Catalogue of Life.